# Rue Royale (Bruselas)

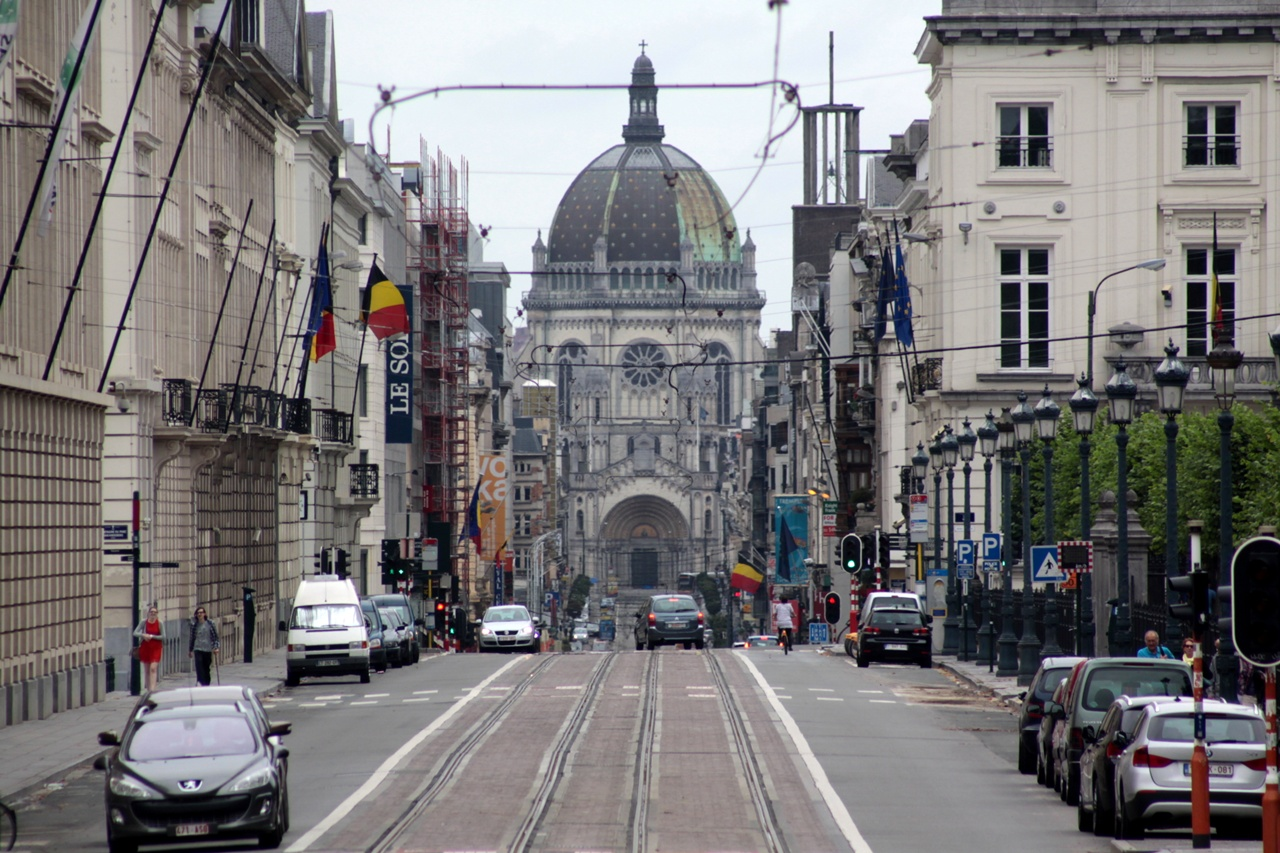
Vista de la Rue Royale desde Saint-Josse-ten-Noode hacia la iglesia real de Santa María en Schaerbeek.

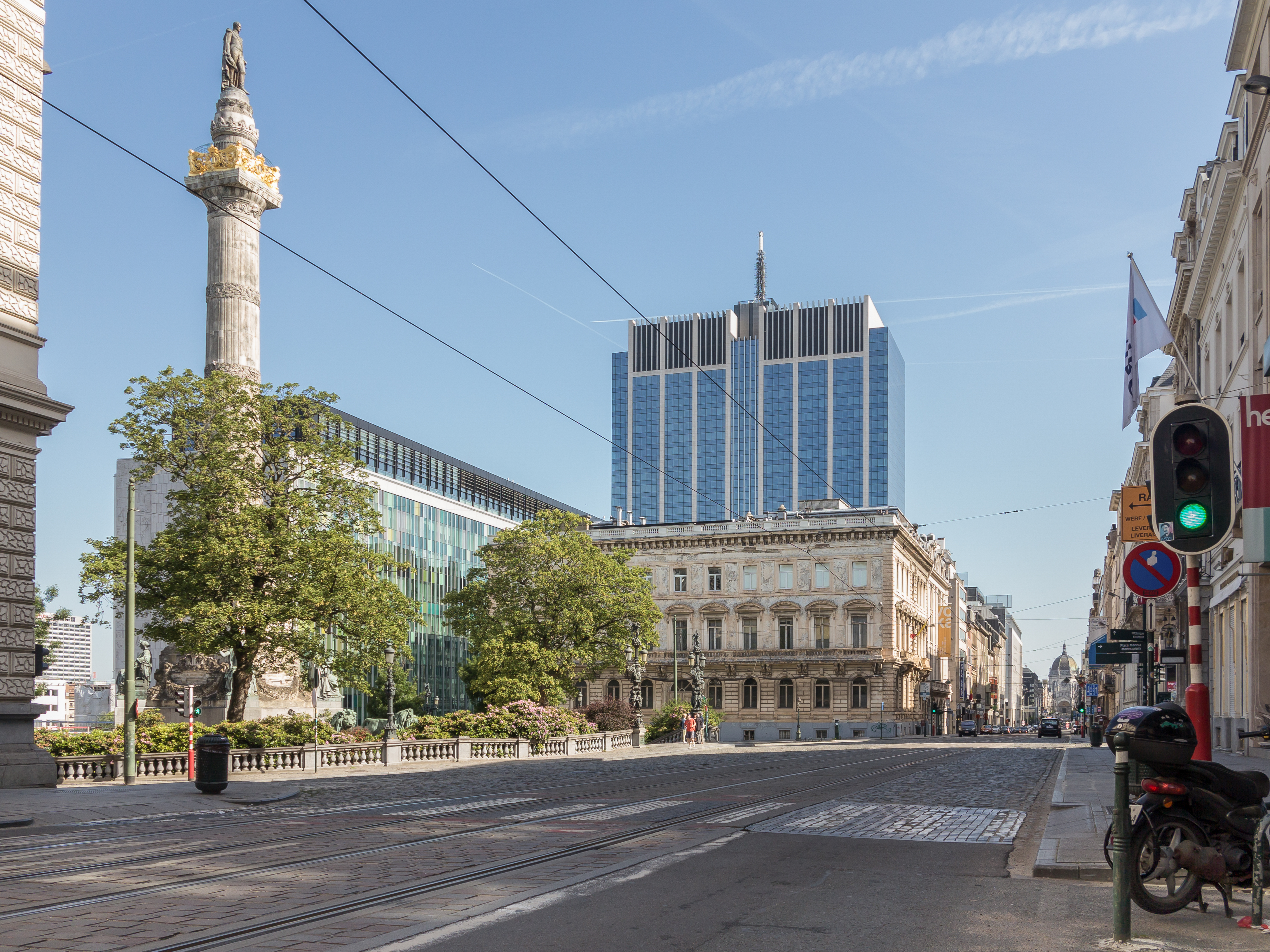
La Columna del Congreso y la Tour des Finances vistas desde la Rue Royale.

La Rue Royale (literalmente, «Calle Real»; en neerlandés: Koningsstraat) es una calle de Bruselas (Bélgica) que atraviesa los municipios de Schaerbeek, Saint-Josse-ten-Noode y la Ciudad de Bruselas. Empieza al sur en la Place Royale, en el centro de la ciudad, y termina al norte en la Place de la Reine, en Schaerbeek.
A lo largo de esta calle se encuentran varios lugares de interés, como el Palacio Real, el Palacio de Bellas Artes, el Parque de Bruselas, la Columna del Congreso, el Jardín Botánico de Bruselas, la sala de conciertos Le Botanique y la iglesia real de Santa María. Además, muchas empresas e instituciones importantes tienen sus oficinas en la calle, como Accenture, BNP Paribas Fortis o la Comunidad Francesa de Bélgica.
Dos estaciones del Metro de Bruselas dan acceso a la Rue Royale: la estación de Parc/Park y la estación Botanique. La calle es prolongada al norte por la Rue Royale Sainte-Marie y al sur por la Rue de la Régence. También atraviesa la Pequeña Circunvalación en el cruce del Botanique.

## Historia
La Rue Royale fue trazada en 1777 entre la Place Royale y la Place de Louvain, lo que exigió ingentes obras de nivelación. A partir de 1822, la calle fue prolongada por el ingeniero Jean-Alexandre Werry y el arquitecto Hendrik Partoes hasta la Puerta de Schaerbeek en la actual Pequeña Circunvalación. Poco después, fue prolongada adicionalmente por el territorio de Saint-Josse-ten-Noode hasta la recientemente construida Place de la Reine en Schaerbeek, donde la iglesia real de Santa María cierra la perspectiva de la calle, de un kilómetro de longitud.
En noviembre de 1902, el rey Leopoldo II de Bélgica fue víctima de un intento de asesinato perpetrado por el anarquista italiano Gennaro Rubino en la Rue Royale. Rubino disparó tres veces con un revólver contra el carruaje del rey, pero ninguna de las balas le alcanzó. Sin embargo, su gran mariscal, el conde Charles d'Oultremont, resultó herido.